# Jenni Benningfield
Jennifer Ann Benningfield, detta Jenni (Louisville, 6 ottobre 1981), è un'ex cestista, allenatrice di pallacanestro e dirigente sportiva statunitense, professionista nella WNBA.

## Carriera
È stata selezionata dalle Charlotte Sting al secondo giro del Draft NBA 2004 (22ª scelta assoluta).
Con gli Stati Uniti ha disputato i Giochi panamericani di Santo Domingo 2003.